# Xapat d'or

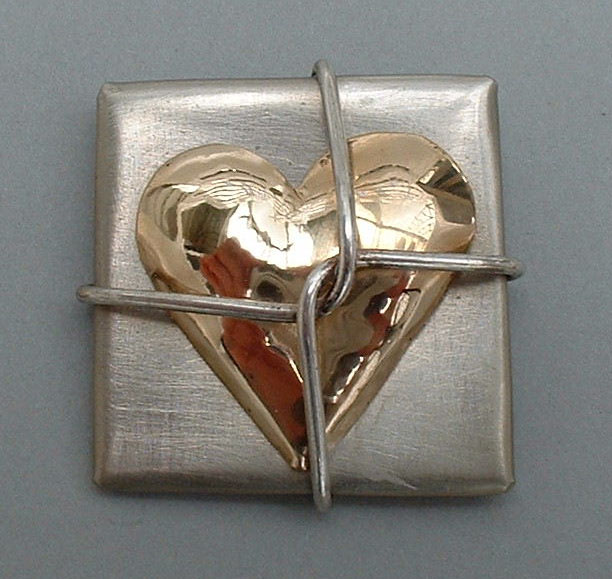
Cor d'or xapat

El xapat d'dor, també conegut com a "or llaminat", és un tipus de material utilitzat en joieria i bijuteria, compost per una capa sòlida d'or molt prima que està enllaçat químicament mitjançant l'acció de la calor i la pressió a un base de metall com el bronze. Algunes peces d'alta qualitat de xapat d'or tenen la mateixa aparença que l'or de 14 quirats (58% de puresa). D'aquesta manera les joies romanen protegides molt de temps, atès que el seu acabat d'or és molt més gruixut que altres acabats: de 50 a 100 vegades més gruixut que un revestiment normal.
Als EUA la qualitat del xapat d'or el defineix la Comissió Federal de Comerç. Si la capa d'or és de 10 quirats de puresa, la capa mínima d'un article segellat com GF ha de ser igual o superior a 1/10 del pes del total de la peça. Si la capa d'or és de 12 quirats o més, la capa mínima d'un article segellat GF ha de ser igual o superior a 1/20 del pes del total de la peça. Els segells més comuns que es troben als xapats d'or en joieria són 1/20 12kt GF i 1/20 14K GF. També és comú 1/10 de 10kt. Alguns productes fan servir plata de llei com a base, encara que aquesta fórmula resulta més cara i no és massa comú avui en dia.
El "xapat doble" consisteix a situar un full d'or ple amb la meitat del gruix a cada costat. Així, un full d'1/20 de 14 quirats d'or en xapat doble té una capa de 14k a cada costat d'1/40 de gruix fent que el contingut total d'or sigui d'1/20.
La joieria d'or xapat té una llarga història, que data d'abans del començament del segle passat, sent un tipus d'acabat utilitzat àmpliament a Europa fins a la Segona Guerra Mundial.